# Nord-Kivu
Pour les articles homonymes, voir Kivu (homonymie).
Le Nord-Kivu est une province de l'Est de la république démocratique du Congo. La nature y est riche de la variété de sa faune et de sa flore, mais aussi de son relief accidenté parsemé de lacs, de rivières, de neige et de volcans.
Cette province fait l'objet de violences et de combats depuis 2004, qui provoquent d'importants déplacements de population, et entraînent des crises humanitaires récurrentes.

## Géographie
Située à l'est du pays, elle est limitrophe de quatre provinces congolaises, de la région Ouest de l'Ouganda et du Rwanda. Elle jouxte la province de l'Ituri au nord, les provinces de la Tshopo et du Maniema à l'ouest, et le Sud-Kivu au sud. À l'Est, elle est limitée par l'Ouganda et le Rwanda.
| Tshopo  | Ituri     | Ituri           |
| Maniema | Nord-Kivu | Ouest (Ouganda) |
| Maniema | Sud-Kivu  | Rwanda          |

### Subdivisions
La province est divisée en trois villes et six territoires. Les trois villes sont :
- Goma (chef-lieu de la province) ;
- Beni ;
- Butembo.

Un projet est en cours depuis 2013 pour accorder aussi le statut de ville pour :
- Kasindi ;
- Oicha ;
- Luholu.

En outre, la province du Nord-Kivu compte six territoires.
| Désignation              | Chef-lieu | Superficie (km²) | Population (2004) |
| ------------------------ | --------- | ---------------- | ----------------- |
| Territoire de Beni       | Oicha     | 7 484            | 916 181           |
| Territoire de Lubero     | Lubero    | 18 096           | 1 063 586         |
| Territoire de Masisi     | Masisi    | 4 734            | 723 350           |
| Territoire de Nyiragongo | Kibumba   | 163              | 38 689            |
| Territoire de Rutshuru   | Rutshuru  | 5 289            | 69 302            |
| Territoire de Walikale   | Walikale  | 23 475           | 612 847           |

## Histoire

### Création et combats (1988-2021)
Cette province est issue du découpage de l'ancienne province du Kivu intervenu en 1988.
En 2007, à la suite de combats, la région compte d'importants déplacements de population,.
En novembre 2008, de violents combats opposent les milices du Congrès national pour la défense du peuple (CNDP) de Laurent Nkunda à l'armée congolaise, dans la province du Nord-Kivu. Différentes organisations internationales ont dénoncé les violences des forces en présence contre les femmes et les enfants. Dès avril 2008, le Haut Commissariat des Nations unies pour les réfugiés (HCR) avait sonné l'alarme devant le déplacement massif de populations qui fuyaient les violences.
Un accord de paix signé en 2003 avait formellement mis fin à un conflit de plusieurs années, mais les combats ont repris dans la région, si bien que l'on compte environ 1,5 million de déplacés à l'intérieur même du pays, tandis que quelque 350 000 réfugiés congolais ont fui leur pays.
En mai 2016, des rebelles Forces démocratiques alliées (ADF) tuent près de 50 civils dans le territoire de Beni (Nord-Kivu) et celui d'Irumu (Ituri).

### Résurgence du M23
Depuis novembre 2021, à la suite de la reprise des armes par le Mouvement du 23 mars (M23), la province du Nord-Kivu est le cadre de nombreux affrontements entre les troupes du M23, assisté des Forces rwandaises de défense, et les Forces armées de la république démocratique du Congo et ses supplétifs, des milices civiles et des groupes armés regroupés sous la bannière wazalendo,.
Les rebelles du M23, avec l'aide du Rwanda prennent le contrôle de vaste pan de la province du Nord-Kivu dans les territoires de Nyiragongo de Masisi, de Rutshuru, et de Lubero, dont les localités de Nyanzale (en), Bunagana (en 2022) et Kanyabayonga (en 2024), un lieu stratégique qui donne accès au nord de la province,.
En janvier 2025, la rébellion prend le contrôle de plusieurs localités clés de la province, dont Masisi, et Sake. Le 27 janvier, le M23 entre dans la ville de Goma, le chef-lieu de la province. Les combats se poursuivent pendant plusieurs jours, faisant de nombreuses victimes parmi les civils et les combattants. Le bilan de ces affrontements est lourd: des milliers de morts et de blessés sont à déplorer. Le 30 janvier, le M23 contrôle la majeure partie de Goma. Début février l'Alliance fleuve Congo, dont le M23 fait partie, installe une administration parallèle dans la province.

## Démographie
Le Nord-Kivu est la province la plus peuplée de la RDC après Kinshasa. Elle compte une vingtaine de tribus, et 60% de sa population est constitué de Nande (également appelés Yira). Les tribus ou ethnies présente dans le Nord-Kivu sont les suivantes :
- Nande (Yira)[17]
- Hunde[17]
- Banyarwanda (Hutu et Tutsi)[3],[17]
- Nyanga[17]
- Tembo[17]
- Talinga
- Piri
- Kumu
- M'vuba
- Pakombe
- Amba
- Kusu
- Lega
- Mbuti (pygmées)

## Administration

### Gouverneurs
Denis Paluku Muthogherwa est gouverneur de la province durant le règne de Mobutu[réf. nécessaire].
Le 27 janvier 2007, Julien Paluku Kahongya est élu gouverneur du Nord-Kivu au sein de l'assemblée provinciale composée de 42 députés, avec 25 voix pour et 17 voix contre. Le 19 février 2019, il annonce sa démission du poste de gouverneur du Nord-Kivu. Carly Nzanzu Kasivita lui succède[réf. nécessaire].
Le 4 mai 2021, Constant Ndima Kongba est nommé gouverneur militaire de la province par le président Félix Tshisekedi, après que ce dernier a déclaré l'état de siège fin avril dans la province, en proie à une insécurité grandissante. Il succède ainsi à Carly Nzanzu Kasivita le 10 mai 2021.
Après le massacre par l'armée de civils qui manifestaient contre la MONUSCO, Constant Ndima Kongba est remplacé à titre intérimaire par le général-major Peter Cirimwami Nkuba (en) le 19 septembre 2023,. Cirimwami est tué le 23 janvier 2025 lors d'affrontements contre le Mouvement du 23 mars près de Goma.
Il est remplacé par le général-major Evariste Somo Kakule par ordonnance du 28 janvier 2025. Le 31 janvier, en raison de la présence à Goma du M23, le nouveau gouverneur s'installe à Beni, dans le nord de la province, transférant le chef-lieu provincial de Goma à Beni.

### Mise en place d'une administration parallèle par l'AFC
Le 5 février 2025, à la suite de la prise de Goma par le Mouvement du 23 mars (M23), l'Alliance fleuve Congo (AFC), dont le M23 fait partie, annonce dans un communiqué la nomination d'autorités parallèles. Erasto Bahati Musanga, chef des finances de l'AFC/M23, est désigné gouverneur de la province du Nord-Kivu. Il est secondé par deux gouverneurs adjoints: Willy Manzi Ngarambe, vice-gouverneur chargé des affaires politiques, administratives et juridiques, et Shadrack Amani Bahatil, vice-gouverneur chargé des affaires économiques, financières et du développement.